# 1855 у літературі
Стаття є списком літературних подій та публікацій у 1855 році.

## Події
- 29 червня — вийшов перший випуск газети «Дейлі телеграф».

## Книги
- «Музи́ка» — повість Тараса Шевченка.
- «Близнюки» — повість Тараса Шевченка.
- «Зелений Генріх» — роман Готфрида Келлера.
- «Ізраель Поттер» — роман Германа Мелвілла.
- «Ньюкоми» (англ. «The Newcomes») — роман Вільяма Теккерея.
- «Севастопольські оповідання» — цикл з трьох оповідань Льва Толстого.

## П'єси
- «Місяць в селі» (рос. «Месяц в деревне») — п'єса Івана Тургенєва.

## Поезія
- «Пісня про Гайавату» — поема Генрі Лонгфелло.
- «Листя трави» — збірка віршів Волта Вітмена.
- «Чайльд Роланд до Вежі Темної прийшов» — поема Роберта Браунінга.

## Народилися
- 21 травня — Еміль Верхарн, бельгійський поет, який писав французькою мовою (помер у 1916).
- 24 травня — Артур Вінґ Пінеро, англійський актор, драматург (помер у 1934).

## Померли
- 10 січня — Мері Мітфорд, англійська письменниця (народилась в 1787).
- 26 січня — Жерар де Нерваль французький поет (народився в 1808).
- 31 березня — Шарлотта Бронте, англійська письменниця (народилась в 1816).
- 11 листопада — Серен К'єркегор, данський філософ (народився в 1813).
- 26 листопада — Адам Міцкевич, один із найвидатніших польських поетів (народився в 1798).